# Alsószelezsény
Alsószelezsény, (1899-ig Nagy-Szelezsény, szlovákul Dolné Sľažany) Szelezsény településrésze, korábban önálló falu Szlovákiában, a Nyitrai kerület Aranyosmaróti járásában.

## Fekvése
Aranyosmaróttól 5 km-re nyugatra fekszik.

## Története
Szelezsény falut 1156-ban "Scelemsam" alkaban említik először. 1209-ben "Zelesen", 1275-ben "Zelezen", 1323-ban "Selezen" alakban szerepel az írott forrásokban. Kezdetben helyi nemesek birtoka, majd a 14. század végétől a Forgáchoké. 1534-től részben más nemeseké, a 17. században a Bodó, Jeszenszky, Lipovnik és Boronkay családoké. 1534-ben 18 portája volt. 1601-ben egy használaton kívüli malom, 2 kúria, iskola és 58 ház állt a településen. 1663-ban megtámadta a török. 1720-ban 8 adózója volt. 1828-ban 94 házában 631 lakos élt. Lakói mezőgazdasággal foglalkoztak.
Vályi András szerint "SZELEZIN, vagy Szelesény. Kis, és Nagy Szelezin. Két tót falu Bars Várm. Kis Szelezinnek földes Ura Boronkay Uraság; amannak pedig több Urak, lakosaik katolikusok, és evangelikusok; fekszenek a’ Tapolcsányi járásban; határbéli földgyeik középszerűek."
Fényes Elek szerint "Szelezsény (Nagy), tót falu, Bars vmegyében, 579 kath., 54 evang. lak. Kath. és evang. anyatemplomok. Sok erdő. F. u. többen."
A trianoni békeszerződésig Bars vármegye Aranyosmaróti járásához tartozott. Alsó- és Felsőszelezsényt 1960-ban egyesítették.

## Népessége
1910-ben 473, többségben szlovák lakosa volt, jelentős magyar kisebbséggel.
2001-ben Szelezsény 1696 lakosából 1663 szlovák volt.

## Nevezetességei
- Evangélikus temploma 1740-ben épült torony nélkül, tornyát 1861-ben építették.
- Római katolikus temploma 1756-ban épült későbarokk stílusban, 1938-ban megújították.